# 우리 동네 이발소에 무슨 일이 3
《우리 동네 이발소에 무슨 일이 3》(영어: Barbershop: The Next Cut)은 미국에서 제작된 맬컴 D. 리 감독의 2016년 코미디 영화이다. 《우리 동네 이발소에 무슨 일이 2》(2004, Barbershop 2: Back in Business) 속편이자 우리 동네 이발소에 무슨 일이 시리즈 세 번째 작품이다. 주연 아이스 큐브가 제작에도 참여하였다.

## 출연진
- 아이스 큐브
- 세드릭 디 엔터테이너
- 리지나 홀
- 숀 패트릭 토머스
- 이브
- 앤서니 앤더슨
- 코먼
- 니키 미나지
- 마고 빙엄
- 웃카시 앰부드카
- J. B. 스무브
- 러몬 모리스
- 타이가
- 디온 콜
- 마이클 레이니 주니어
- 트로이 개리티
- 앤서니 데이비스
- 디레이 데이비스

## 기타 제작진
- 의상: 대니엘 홀러웰